# Fenja Gerhardter

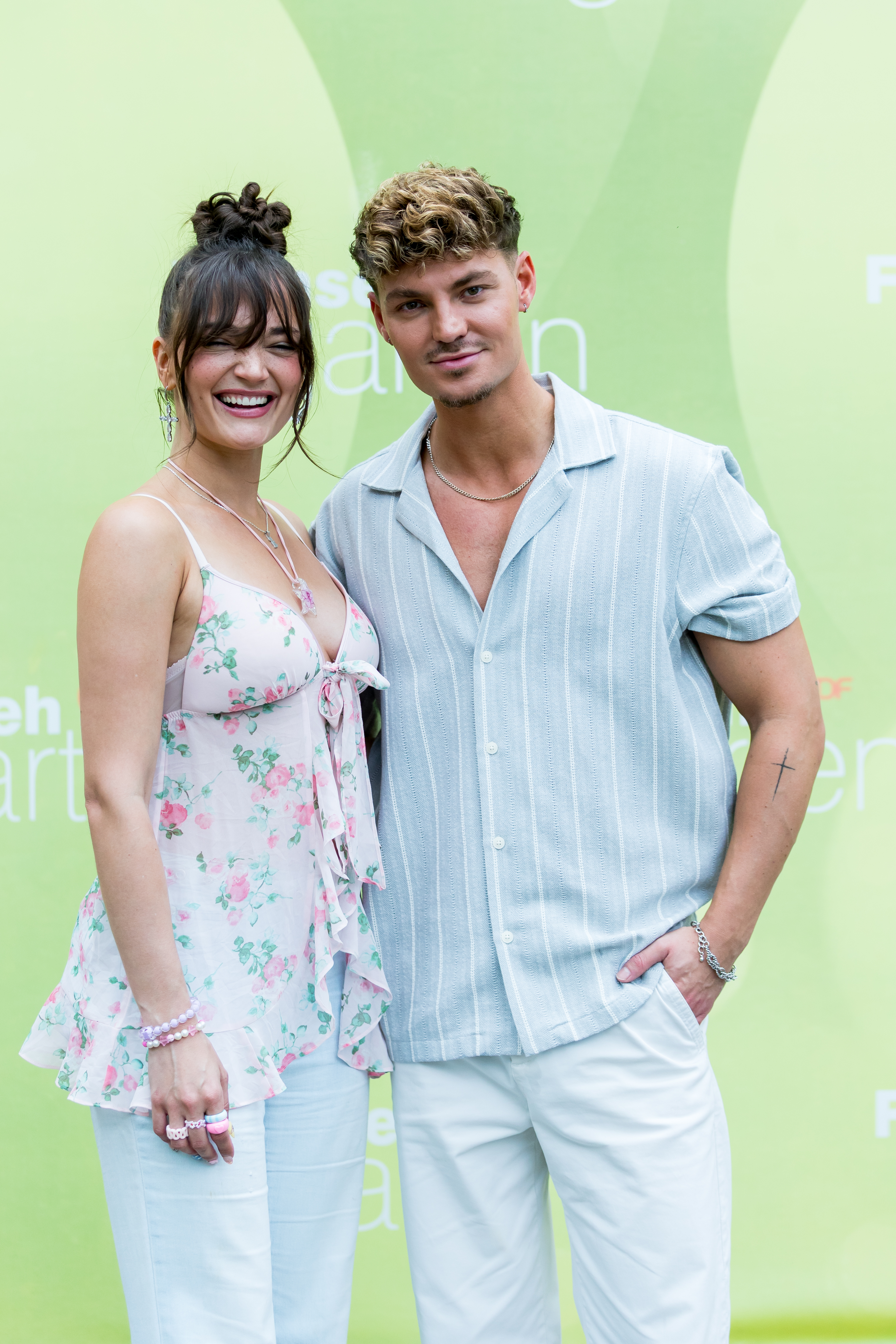
Fenja Gerhardter und Karsten Walter (2025)

Fenja Gerhardter (* 29. April 1996 in Salzburg) ist eine österreichische Schauspielerin und Musikerin. Bekannt wurde sie durch ihre Hauptrolle in der Fernsehserie Die Landarztpraxis. (Sat.1/Joyn)

## Leben
Fenja Gerhardter wurde 1996 in Salzburg geboren und wuchs in einer Künstlerfamilie auf. Von 2017 bis 2019 absolvierte sie ihre Schauspielausbildung. 2016 nahm Gerhardter an der Wahl zur Miss Salzburg teil und erreichte das Finale. Nach dem Abschluss ihrer Schauspielausbildung zog sie 2019 nach London. Seit 2021 wohnt sie in Köln.
Bevor sie im Fernsehen auftrat, stand sie bereits für Werbespots und Musikvideos vor der Kamera – unter anderem für Marken wie Mercedes-Benz und Oace. Auch im Musikvideo zum Song Eisblaue Augen von Karsten Walter war sie zu sehen.

## Karriere

### Fernsehen
Seit 2023 spielt Fenja Gerhardter in der Sat.1- und Joyn-Serie Die Landarztpraxis die durchgehende Hauptrolle der Feli Marino. Ihre Figur ist Arzthelferin in der titelgebenden Praxis und arbeitet zusätzlich im Restaurant Alte Post ihrer Serienfamilie mit. Die Rolle brachte ihr Bekanntheit im deutschsprachigen Raum.

### Musik
Neben ihrer Tätigkeit als Schauspielerin ist Fenja Gerhardter auch als Musikerin im Bereich Deutschpop tätig. Seit 2023 veröffentlichte sie mehrere Singles.
- 2023: Perlenkette
- 2023: Loser einer Nation[7]
- 2024: Tausend bunte Lichter

Ihr Musikstil wurde in Medienberichten als „frischer Wind im Deutschpop-Bereich“ beschrieben.